# インフィニティ・プール
インフィニティ・プール（英語: Infinity pool, Infinity edge pool, Negative edge, Zero edge, Disappearing edge, Vanishing edge pool など）は、水盤や外縁を水で覆い、外縁が存在しないかのように見せかけたプールである。｢インフィニティ」は「無限」を意味し、どこまでも限りないさまを現した表現で、外縁が海などのより大規模な水や空と混じり合い境目がわからないように見えるよう設計される。しばしば異国情緒あふれるリゾート、高級ホテル等の贅沢感のある施設の集客目的で作られることが多い。
近年は日本でも少しずつ取り入れられるようになってきた。プールのほか、露天風呂に応用したケースもあり「インフィニティ風呂」などと呼称される。

## 設計
インフィニティ・プールは、とても高価で大規模な構造を必要とする。故にしばしば危険な場所に設けられ、構造工学の頂点として賛美される。
外縁部は堰としての構造を有しており、水面から1.6から6.4ミリメートル程低くなっている。その外側に排水溝を設け、あふれた水を回収する構造となっている。

## ギャラリー

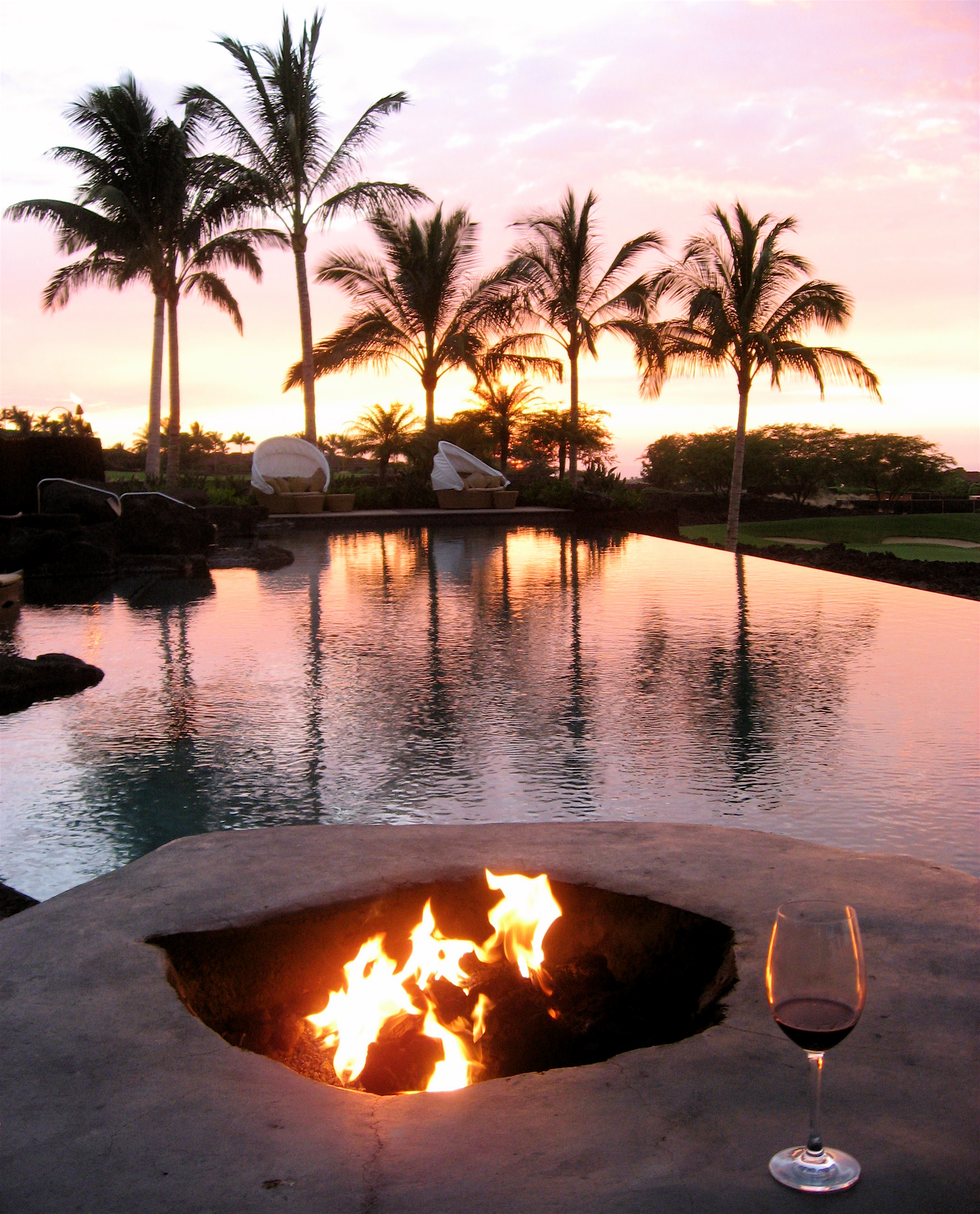
Four Seasons Resort Hualalai
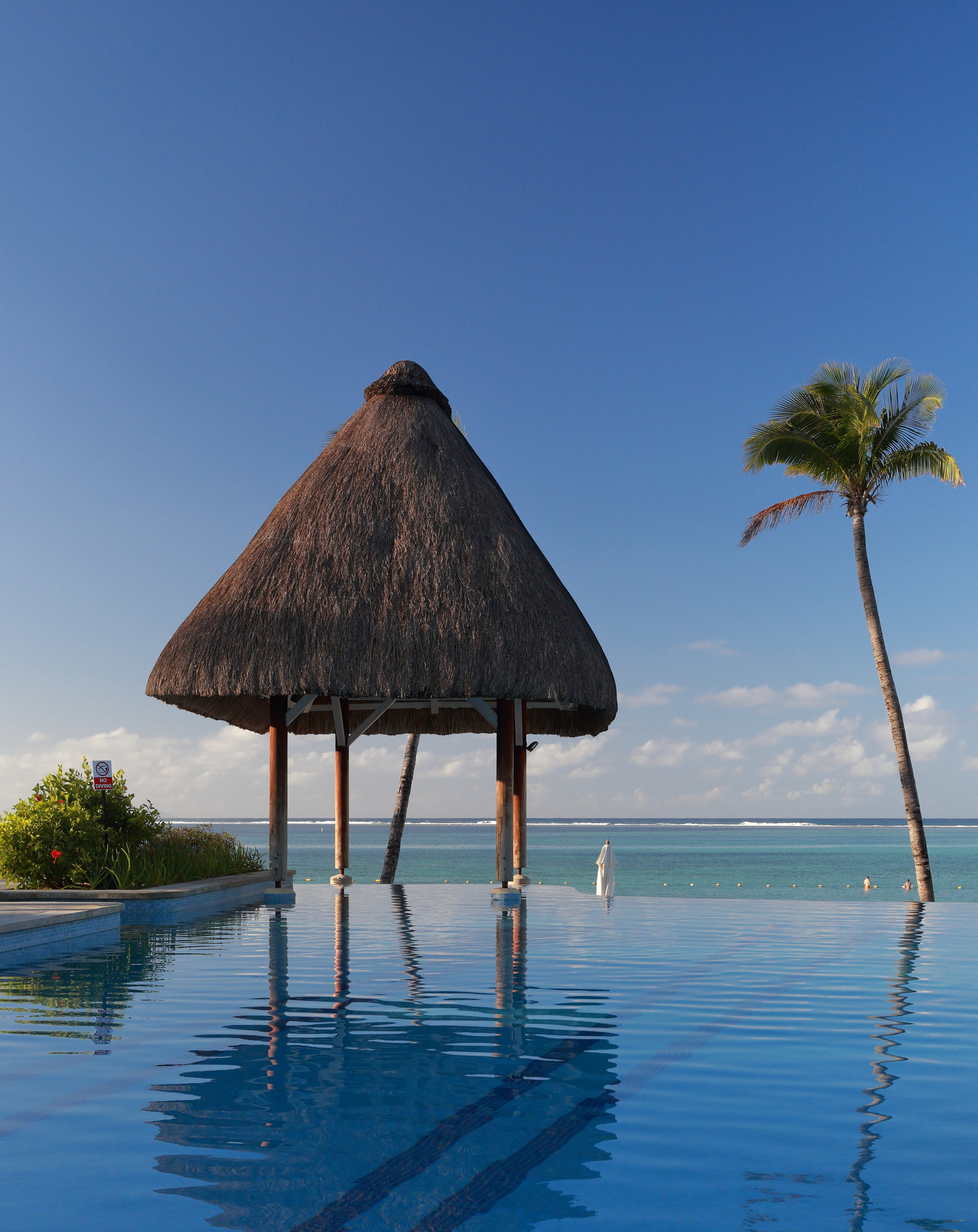
モーリシャスのリゾート。
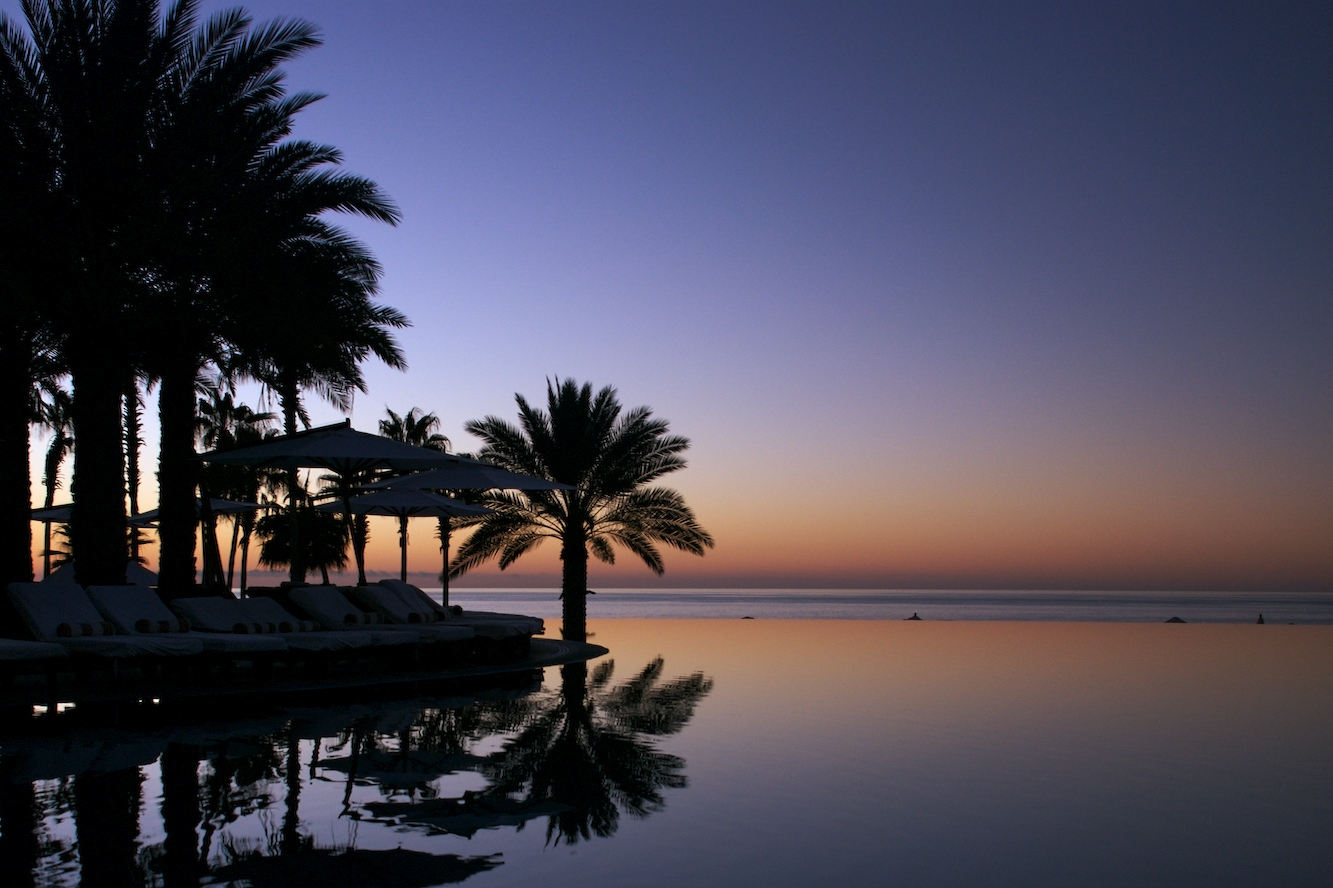
空、海、プールがほとんど一体化して見える例。

## 国内
- 虎ノ門ヒルズ#虎ノ門ヒルズステーションタワー - 東京都港区
- SORANO HOTEL - 東京都立川市
- 大磯プリンスホテル - 神奈川県大磯町

## 関連文献
- Cañizares, Ana G. (2006). Infinity Pools. New York: Collins Design. ISBN 0-06-089340-0. OCLC 63171179
- Infinity Pools: A Special Collection of Dramatic Pools—Built to Inspire. Warminster, Pa.: Manor House Publishing Company. (2011). ISBN 9780983663409. OCLC 746598298